# کستیوله سالوتزو
کستیوله سالوتزو (به ایتالیایی: Costigliole Saluzzo) یک کومونه در ایتالیا است که در استان کونیو واقع شده‌است. کستیوله سالوتزو ۱۵٫۳ کیلومتر مربع مساحت و ۳٬۲۱۲ نفر جمعیت دارد.

## خواهرخوانده
شهرهای Banon, Beaumont-lès-Valence و اوریولو خواهرخوانده‌های کستیوله سالوتزو هستند.